# 血色迷霧
血色迷霧是2008年在中國上映的懸疑劇，於2008年5月2日率先在上海電視台播出。

## 故事大綱
1930年代中葉，狂熱的日本軍國主義分子，向災難深重的中國伸出了魔爪。江南的梧桐小城，上海來的偵探文康，遇上了撲朔迷離的一樁奇案。邢老爺從上海歸來，就在新娶的第四位姨太太的當晚，一聲慘叫驚動了所有的人。邢老爺被殺死在房中，肝臟也被挖去。唯一的目擊者四姨太紫玉，因過度驚嚇而發瘋。整個邢家公館，一時之間充滿了整個血腥、恐怖和陰謀。
人人都說，邢老爺留下一個秘密，既能帶來百代富貴，又能招致血光之災。無月的黑夜，一個酷似邢老爺的聲音，在邢家公館裏回響，「還我的肝呀——」，邢家的人每天都生活在一片陰森之中。文康抽絲剝繭展開調查，一條條線索逐漸明朗，卻又發現更驚人的秘密。知情人一個個被害，也紛紛被挖走了肝臟。
破解秘密的鑰匙，藏在邢老爺留給四位太太的七言絕句之中。邢家內外的各色人等，明爭暗鬥，機關算盡。梧桐警察局的鄭局長軟弱無能，副局長黃德彪隻手遮天，而日本商社的商人和當地胡匪也參與其中...。

## 電視劇歌曲
| 曲序 | 曲目                   | 演唱者 |
| ---- | ---------------------- | ------ |
| 1.   | 《不再孤单》（主題曲） | 柳云龙 |
| 2.   | 《香格里拉》（插曲）   | 黄曦   |

## 作品的變遷
| 臺灣 年代MUCH台 週一至五 09:00-10:30 | 臺灣 年代MUCH台 週一至五 09:00-10:30 | 臺灣 年代MUCH台 週一至五 09:00-10:30 |
| ------------------------------------ | ------------------------------------ | ------------------------------------ |
|                                      | 血色迷霧 （2012.12.20 - 2013.01.31)  |                                      |
| 上書房 (2012.11.13 - 2012.12.19)     | 精武陳真 （2013.02.01 - 2013.02.28)  |                                      |